# HD 142139
HD 142139，又名CP-60 6208，SAO 253353、HR 5905，是一颗恒星，视星等为5.76，位于銀經323.85，銀緯-5.34，其B1900.0坐标为赤經15h 47m 40.1s，赤緯-60° -5.34′ 6″。